# Tillandsia delicata
Tillandsia delicata là một loài thuộc chi Tillandsia. Đây là loài đặc hữu của México.

## Hình ảnh

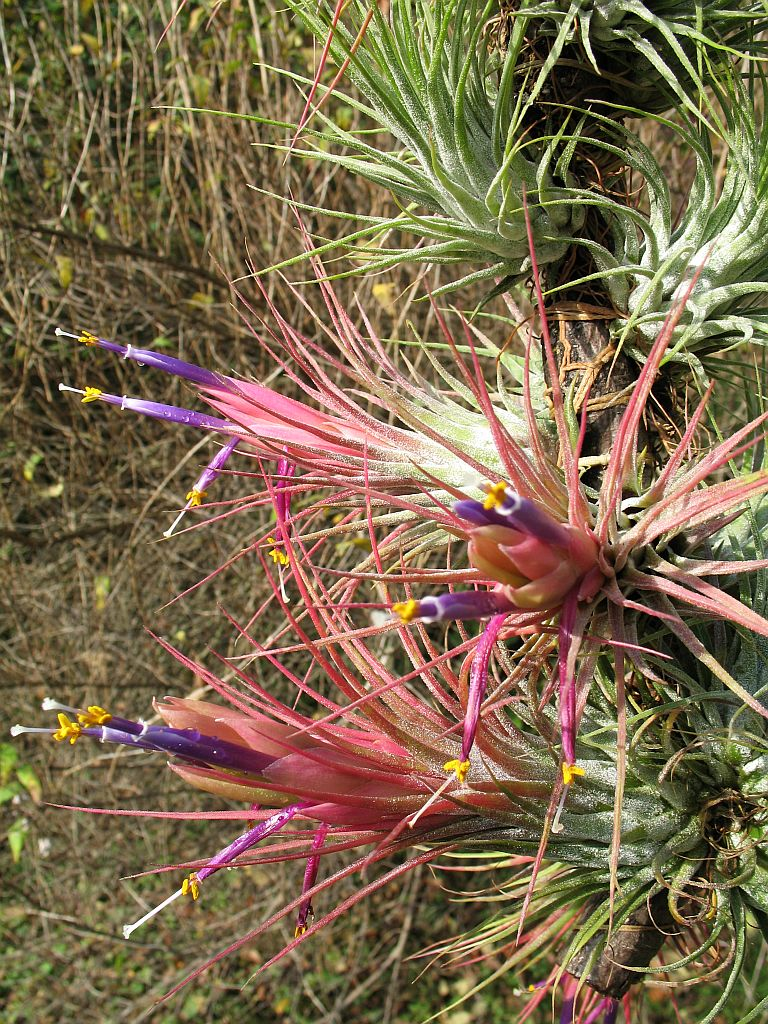
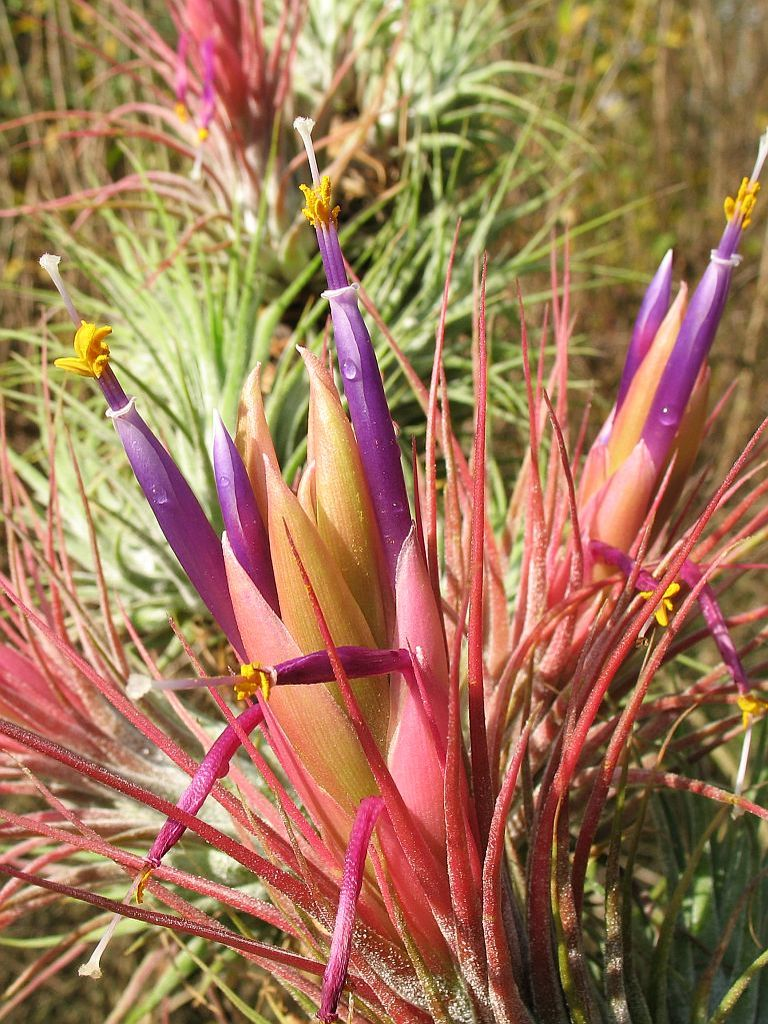
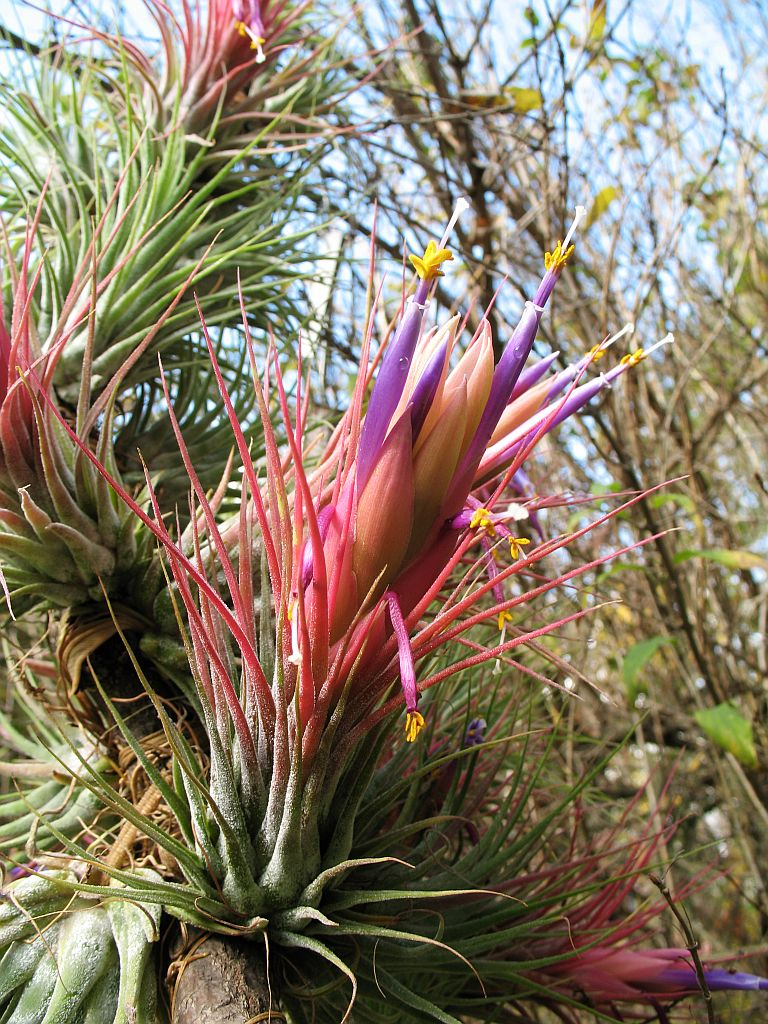